# 1745 în literatură
Anul 1745 în literatură a implicat o serie de evenimente și cărți noi semnificative.  

## Cărți noi
- Anonim - Der höfliche Schüler (a 3-a ediție)
- Mark Akenside - Odes
- John Brown - An Essay on Satire (în onoarea morții Alexander Pope)
- John Gilbert Cooper - The Power of Harmony
- Philip Doddridge - The Rise and Progress of Religion in the Soul
- Henry Fielding
  - A Serious Address to the People of Great Britain (în timpul rebeliunii iacobite)
  - The True Patriot (periodice)
- Samuel Johnson
  - Miscellaneous Observations on the Tragedy of Macbeth
  - Proposals for Printing a New Edition of the Plays of William Shakespear
- Samuel Madden - Boulter's Monument
- Pierre de Marivaux - La Vie de Marianne (ultima secțiune publicată a unui roman neterminat)
- Moses Mendes - Henry and Blanche (tranducere a Alain-René Lesage)
- Glocester Ridley - Jovi Eleutherio
- Thomas Scott - England's Danger and Duty
- Jonathan Swift - Directions to Servants (neterminată, postum)
- William Thompson - Sickness